# 戴用
戴用（1436年—？），字廷獻，江西吉安府萬安縣人，明朝政治人物。進士出身。

## 生平
江西鄉試第九十名。成化二年（1466年）丙戌科會試第二百十六名，殿試登進士第三甲第一百一十九名。

## 家族
曾祖父戴文彬。祖父戴昌善。父亲戴仁邦。